# Schmetterlingszoo

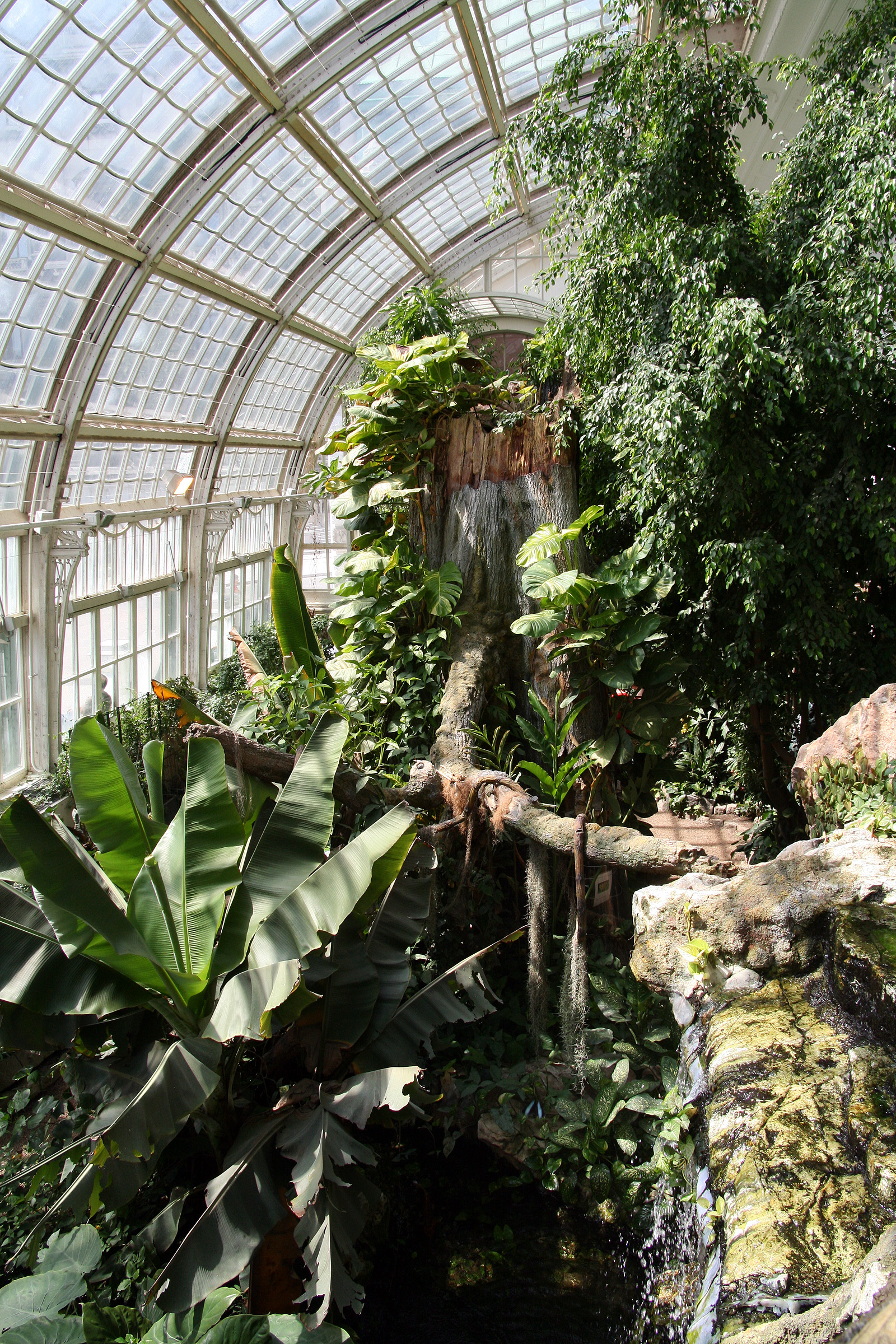
Schmetterlinghaus im Wiener Burggarten

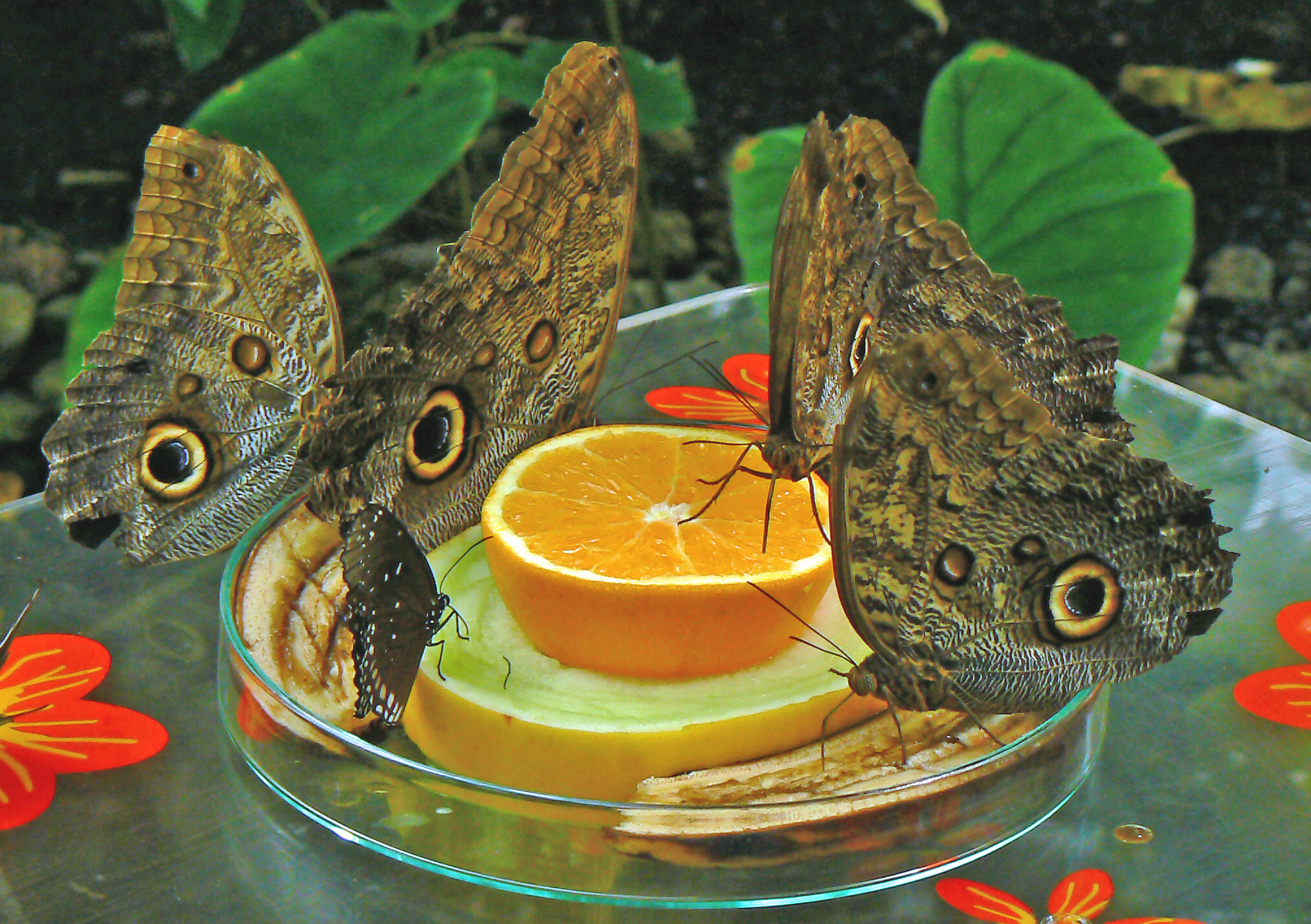
Schmetterlingsparadies im Luisenpark Mannheim

Ein Schmetterlingszoo oder Schmetterlingsgarten ist ein spezieller Zoo, der auf die Zucht, Haltung und Zurschaustellung von Schmetterlingen beschränkt ist.

## Bedeutende Schmetterlingszoos und -gärten

### Deutschsprachige Länder

#### Deutschland
- Alaris-Schmetterlingspark in Wittenberg (Sachsen-Anhalt)
- Alaris-Schmetterlingspark in Buchholz in der Nordheide (Niedersachsen)
- Alaris-Schmetterlingspark in Sassnitz (Mecklenburg-Vorpommern)
- Alaris-Schmetterlingspark in Uslar (Niedersachsen)
- Alaris-Schmetterlingspark Klützer Winkel in Klütz bei Boltenhagen (Mecklenburg-Vorpommern)
- Eifalia-Schmetterlingsgarten in Ahrhütte (Nordrhein-Westfalen)
- Emsflower Erlebnispark in Emsbüren (Niedersachsen)[1]
- Garten der Schmetterlinge Schloss Sayn in Bendorf-Sayn bei Koblenz (Rheinland-Pfalz)
- Garten der Schmetterlinge in Friedrichsruh (Schleswig-Holstein)[2]
- Schmetterlingsfarm Trassenheide im Ostseebad Trassenheide/Usedom (Mecklenburg-Vorpommern)[3]
- Schmetterlingshaus im Maximilianpark in Hamm (Nordrhein-Westfalen)
- Schmetterlingshaus im Elbauenpark in Magdeburg (Sachsen-Anhalt)
- Schmetterlingshaus auf dem egapark in Erfurt (Thüringen)
- Schmetterlingsparadies im Luisenpark in Mannheim (Baden-Württemberg)
- Schmetterlingshaus auf der Insel Mainau (Baden-Württemberg)
- Schmetterlingshaus im Kurort Jonsdorf bei Zittau (Sachsen)
- Schmetterlingshaus in der botanika (Bremen)
- Allgäuer Schmetterling-Erlebniswelt in Pfronten[4]

#### Österreich
- Schmetterlinghaus im Palmenhaus in Wien
- Schmetterlingswelt in Tattendorf[5]

#### Schweiz
- Papiliorama in Kerzers/Chiètres (Kanton Freiburg)

### Sonstige

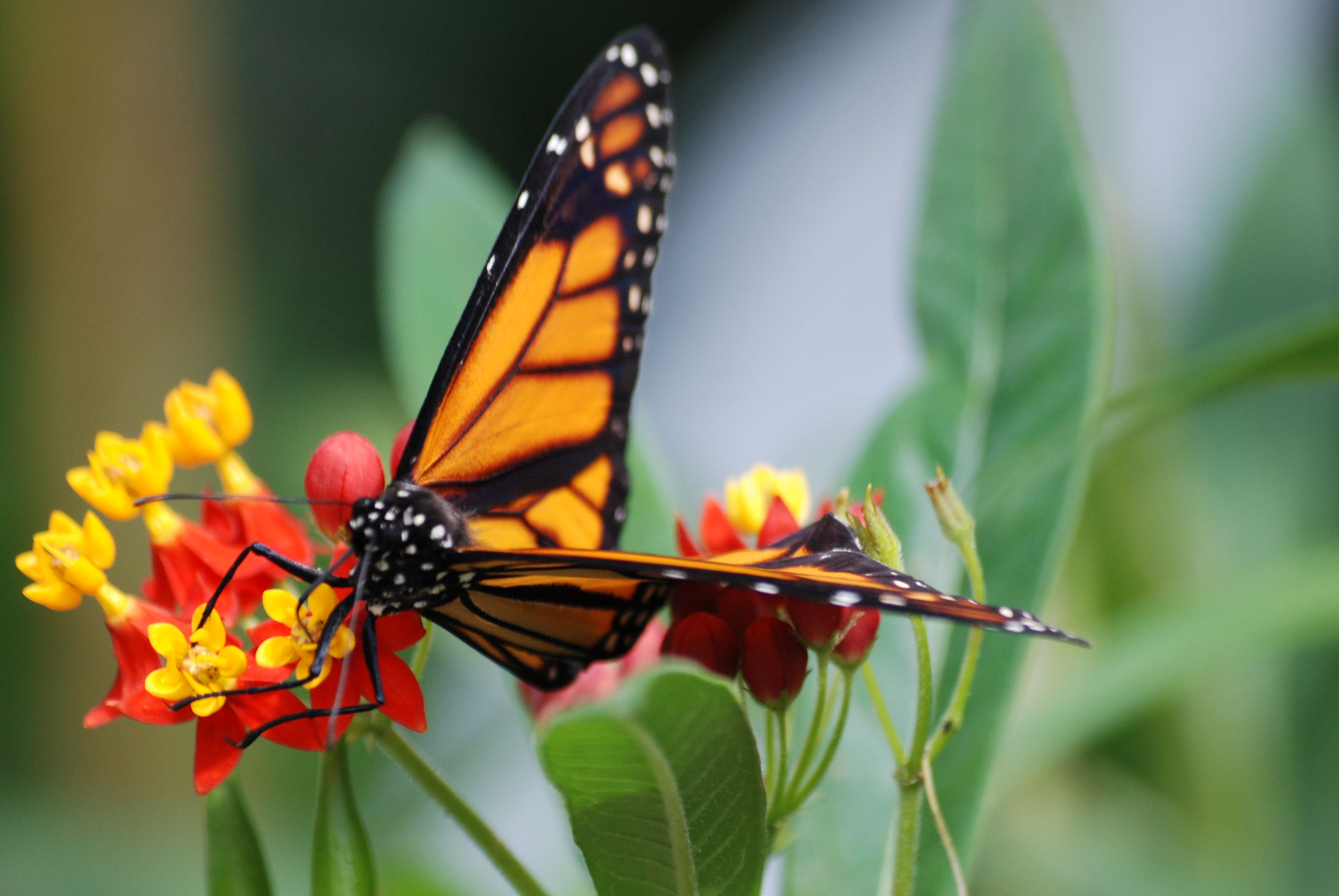
Danaus plexippus im Sommerfugelpark & Tropeland

#### Europa
- Collodi Butterfly House, Collodi PT, Italien
- Icod de los Vinos, Teneriffa/Spanien, direkt gegenüber vom berühmten Drachenbaum
- Fjärilshuset (Schmetterlingshaus) im Hagapark in Stockholm (Schweden)
- Jardin des Papillons (Schmetterlingshaus), Grevenmacher, Luxemburg
- Jardin des Papillons, Hunawihr (deutsch Hunaweier), Frankreich mit über 200 Arten[6]
- Magic of Life Butterfly House, Rheidol Valley, Aberystwyth, Ceredigion, Wales, Vereinigtes Königreich
- Seaforde Gardens and Butterfly House, Seaforde, County Down, Nordirland
- Sommerfugelpark & Tropeland, Bornholm, Dänemark
- Stratford Butterfly Farm, Stratford-upon-Avon, Warwickshire, England, Vereinigtes Königreich
- Vlindertuin, Knokke, Belgien
- Vlindertuin Dierenpark Emmen, Emmen, Niederlande
- Naturospace, Honfleur, Frankreich
- Schmetterlingshaus Papilonia – Prag, Brünn, Karlsbad, Lipno (Tschechien)

#### Außerhalb von Europa
- Águias da Serra Borboletário, São Paulo, Brasilien
- Butterfly Park, Bannerghatta National Park, Bengaluru, Indien, ca. 1000 m²
- Butterfly Park, Penang, Malaysia mit ca. 5000 Tieren und 120 Arten
- Key West Butterfly and Nature Conservatory, Key West, Vereinigte Staaten
- Australian Butterfly Sanctuary, Kuranda, Australien (mit ca. 1500 Tieren größter Scmetterlingszoo des Landes)
- Dubai Miracle Garden
- Niagara Parks Butterfly Conservatory, Niagara Falls, Kanada